# ميخائيل كريسب
ميخائيل كريسب (بالإنجليزية: Michael Crisp)‏ هو عالم نبات أسترالي، ولد في 9 فبراير 1950.